# おもろゲ動画SHOW 投稿!1000000000ビュー
『おもろゲ動画SHOW 投稿!1000000000ビュー』（おもろゲどうがショー とうこう!ビリオンビュー）とは一部のTBS系列局で放送されたバラエティ番組である。通称『おもろゲ動画SHOW』。制作局のTBSでは2010年10月13日から2011年3月23日まで、毎週水曜23:50 - 翌0:50（JST）に放送された。

## 概要
2010年4月21日から8月25日まで『世界笑える!ジャーナル』の司会を務めたTOKIOの国分太一とブラックマヨネーズが視聴者からの面白映像（おバカ映像・爆笑ハプニング映像等）を紹介するユニークなバラエティ番組として放送された。番組で紹介された映像の中で優秀な作品は、「世界動画遺産」と認定された。また、番組テーマには、「フニクリ・フニクラ」が使用された。
司会の国分は『R30』・『タイノッチ』以来約7ヶ月ぶりの深夜番組出演となったが、『USO!?ジャパン』から続いたTBS系で放映された国分出演のバラエティ番組は、2011年3月23日の本番組終了をもって一旦終了したが、半年後の10月12日から2012年3月21日まで『世界のみんなに聞いてみた』が同時間帯に放送された後、さらに5年半後の2017年10月19日からは『世界くらべてみたら』が放送されている。

## 出演者
※★印は『世界笑える!ジャーナル』からの続投を示す。

### 動画プロデューサー（司会）
- 国分太一★（TOKIO）
- ブラックマヨネーズ★
  - 小杉竜一
  - 吉田敬

### 進行アナウンサー
- 江藤愛（TBSアナウンサー）

## ゲスト
| 回数              | 放送日 （TBS）  | ゲスト                                           |
| ----------------- | --------------- | ------------------------------------------------ |
| 第1回             | 2010年 10月13日 | 益若つばさ                                       |
| 第2回             | 10月20日        | 優木まおみ                                       |
| 第3回             | 10月27日        | ミッツ・マングローブ                             |
| 第4回             | 11月3日         | Sophia、ローラ                                   |
| 第5回             | 11月10日        | 舟山久美子                                       |
| 第6回             | 12月1日         | ベッキー                                         |
| 第7回             | 12月8日         | 矢口真里                                         |
| 第8回             | 12月15日        | ハリセンボン                                     |
| 第9回             | 12月22日        | 小森純                                           |
| 第10回            | 2011年 1月12日  | 岡本夏生                                         |
| 第11回            | 1月19日         | インパルス、小森純                               |
| 第12回            | 1月26日         | スリムクラブ、神戸蘭子                           |
| 第13回            | 2月2日          | フィフィ、大地洋輔、岡本夏生、武田修宏、田中卓志 |
| 第14回            | 2月9日          | 伊集院光、アンガールズ、松嶋初音、船本恵太       |
| 第15回            | 2月16日         | クリス松村、SHELLY                               |
| 第16回            | 2月23日         | ロッチ、大島麻衣、小島よしお、船本恵太           |
| 第17回            | 3月2日          | 我が家、北陽、JOY、本田泰人                      |
| 第18回            | 3月9日          | ピース、スザンヌ                                 |
| 第19回            | 3月16日         | ダイアモンド☆ユカイ、博多華丸・大吉、オードリー  |
| 第20回 （最終回） | 3月23日         | DRIFT44                                          |

## ネット局と放送時間
| 放送対象地域 | 放送局                    | 系列    | 放送日時                           | 遅れ       |
| ------------ | ------------------------- | ------- | ---------------------------------- | ---------- |
| 関東広域圏   | TBSテレビ（TBS）          | TBS系列 | 水曜 23時50分 - 翌0時50分          | 制作局     |
| 北海道       | 北海道放送（HBC）         | TBS系列 | 水曜 23時50分 - 翌0時50分          | 同時ネット |
| 山形県       | テレビユー山形（TUY）     | TBS系列 | 水曜 23時50分 - 翌0時50分          | 同時ネット |
| 福島県       | テレビユー福島（TUF）     | TBS系列 | 水曜 23時50分 - 翌0時50分          | 同時ネット |
| 新潟県       | 新潟放送（BSN）           | TBS系列 | 水曜 23時50分 - 翌0時50分          | 同時ネット |
| 静岡県       | 静岡放送（SBS）           | TBS系列 | 水曜 23時50分 - 翌0時50分          | 同時ネット |
| 石川県       | 北陸放送（MRO）           | TBS系列 | 水曜 23時50分 - 翌0時50分          | 同時ネット |
| 広島県       | 中国放送（RCC）           | TBS系列 | 水曜 23時50分 - 翌0時50分          | 同時ネット |
| 高知県       | テレビ高知（KUTV）        | TBS系列 | 水曜 23時50分 - 翌0時50分          | 同時ネット |
| 福岡県       | RKB毎日放送（RKB）        | TBS系列 | 水曜 23時50分 - 翌0時50分          | 同時ネット |
| 沖縄県       | 琉球放送（RBC）           | TBS系列 | 水曜 23時50分 - 翌0時50分          | 同時ネット |
| 中京広域圏   | 中部日本放送（CBC）       | TBS系列 | 木曜 0時50分 - 1時55分（水曜深夜） | 7日遅れ    |
| 岩手県       | IBC岩手放送（IBC）        | TBS系列 | 木曜 23時50分 - 翌0時50分          | 15日遅れ   |
| 富山県       | チューリップテレビ（TUT） | TBS系列 | 金曜 0時30分 - 1時30分（木曜深夜） | 15日遅れ   |
| 大分県       | 大分放送（OBS）           | TBS系列 | 不定期                             | 不明       |

## スタッフ
- ナレーション：池谷広大
- 構成：田中直人、アリエシュンスケ、内田潤、さだ、ユンボ安藤
- TM：金澤健一
- TD：坂口司
- カメラ：佐々木三恵
- VE：青木考憲
- 音声：山羽稔
- 照明：岩崎ますみ
- 美術プロデューサー：西條貴子
- 美術デザイナー：高松浩則
- 美術制作：宇賀田暁彦
- 装置：鈴木匡人
- 操作：今野貴志
- 電飾：斉藤貴之
- ヘアメイク：大岩乃里子
- インターネット：野宮由起子
- 編集：笠原善之（AVC）
- MA：細川尚史（AVC）
- TK：滝本優子
- 音効：岡田淳一
- 編成：時松隆吉
- 宣伝：石田孝宏
- AD：島康展、川西大輔
- AP：黒崎健一、加藤千穂
- ディレクター：中井康二、内田浩、福岡隆幸、高木大輔、佐藤圭太、花輪和伯、宮原健、廣田健介
- 総合演出：諏訪一三
- プロデューサー：平田さおり、渡部祐一、村松宏
- チーフプロデューサー：合田隆信
- 制作協力：ZION、Spiral (スパイラルエンタテインメント)
- 制作著作：TBS